# 利比里亚议会
利比里亚议会（英語：Legislature of Liberia）是利比里亚的国家立法机关。利比里亚议会实行两院制，由参议院和众议院组成。
1847年，利比里亚通过第一部宪法，并仿照美国建立了立法、行政、司法“三权分立、互相制衡”的基本政治体制。
1. ↑  . Allafrica.com. 13 February 2015  [20 October 2016]. （原始内容存档于2016-03-07）.
2. ↑  . NEC. 2014  [20 October 2016]. （原始内容存档于2018-04-14）.